# Diplosoma marsupiale
Diplosoma marsupiale är en sjöpungsart som beskrevs av Monniot 200. Diplosoma marsupiale ingår i släktet Diplosoma och familjen Didemnidae. Inga underarter finns listade i Catalogue of Life.